# Ferrari F8 Tributo
Ferrari F8 Tributo (Type F142MFL) — спорткар з середнім розташуванням двигуна італійського виробника Ferrari. F8 Tributo є наступником Ferrari 488 GTB і була публічно представлена на Женевському автосалоні у березні 2019 року.

## Опис

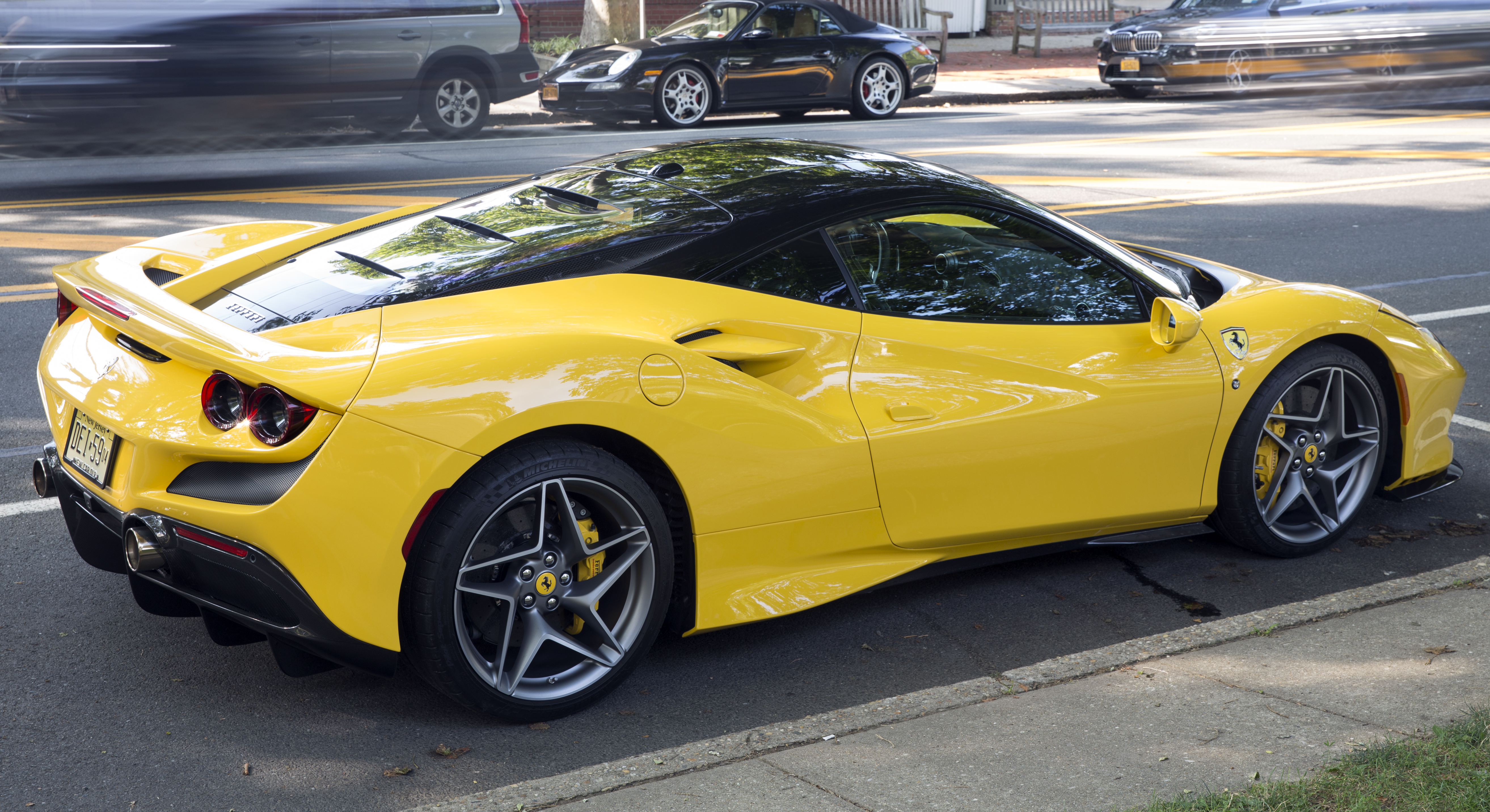

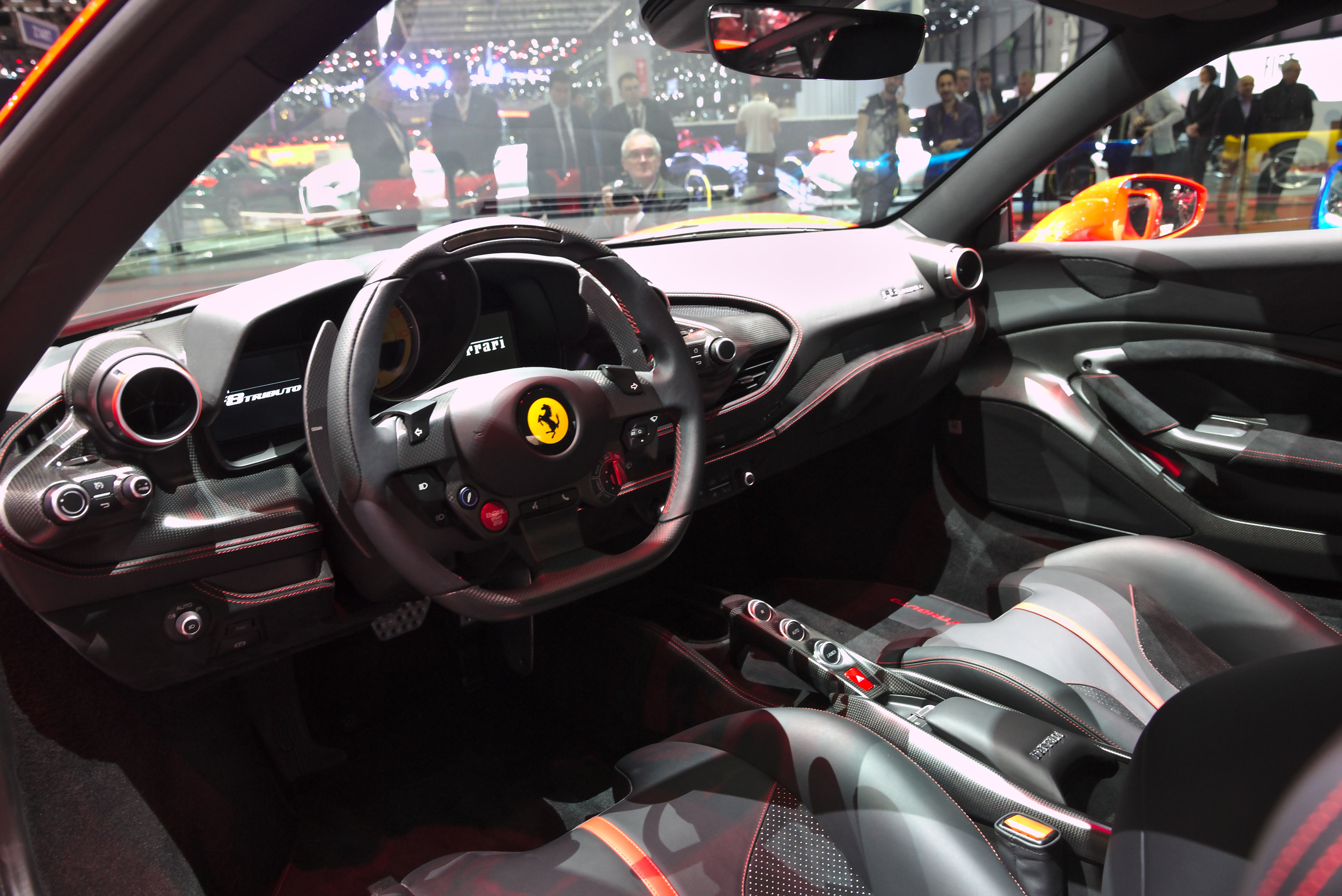

F8 Tributo використовує той самий двигун що й 488 Pista, 3,9-літровий двигун V8 з двома турбінами, який потужністю 720 к.с. (530 кВт) і 770 Нм крутного моменту, що робить його найпотужнішим традиційним Ferrari з V8, виробленим на сьогоднішній день. Схема вихлопу та колектори Inconel були повністю змінені аж до клем. F8 Tributo також використовує датчики оборотів turbo, розроблені в 488 Challenge, щоб досягти максимальної ефективності турбокомпресорів. Трансмісія - це 7-ступінчасту АКПП з подвійним зчепленням із покращеними передаточними передачами. На F8 встановлено кілька нових програмних функцій, якими керує перемикач режиму приводу manettino на кермі. Автомобіль оснащений останньою програмою контролю тяги та стійкості управління кутом ковзання Ferrari. Крім того, в режимі Race Drive тепер може використовуватися електронна програма Ferrari Dynamic Enhancer, електронна програма для управління дрейфами.
Розгін від 0 до 100 км/год займає 2,9 с, прискорення 0-200 км/год триває 7,6 с, максимальна швидкість - 340 км/год. Довжина, ширина, висота - 4611 × 1979 × 1206 мм. Нова прозора кришка з повітроводами над мотором називається Lexan. Подібно на Ferrari F40.

## F8 Spider
F8 Spider - це відкритий варіант F8 Tributo зі складним твердим верхом, як це було показано на його попередниках. Дах складається за 14 секунд і може працювати з швидкістю до 45 км/год (28 миль/год). F8 Spider має великі повітрозабірники, переміщені назад, порівняно з 488 Spider для поліпшення повітряного потоку до двигуна.

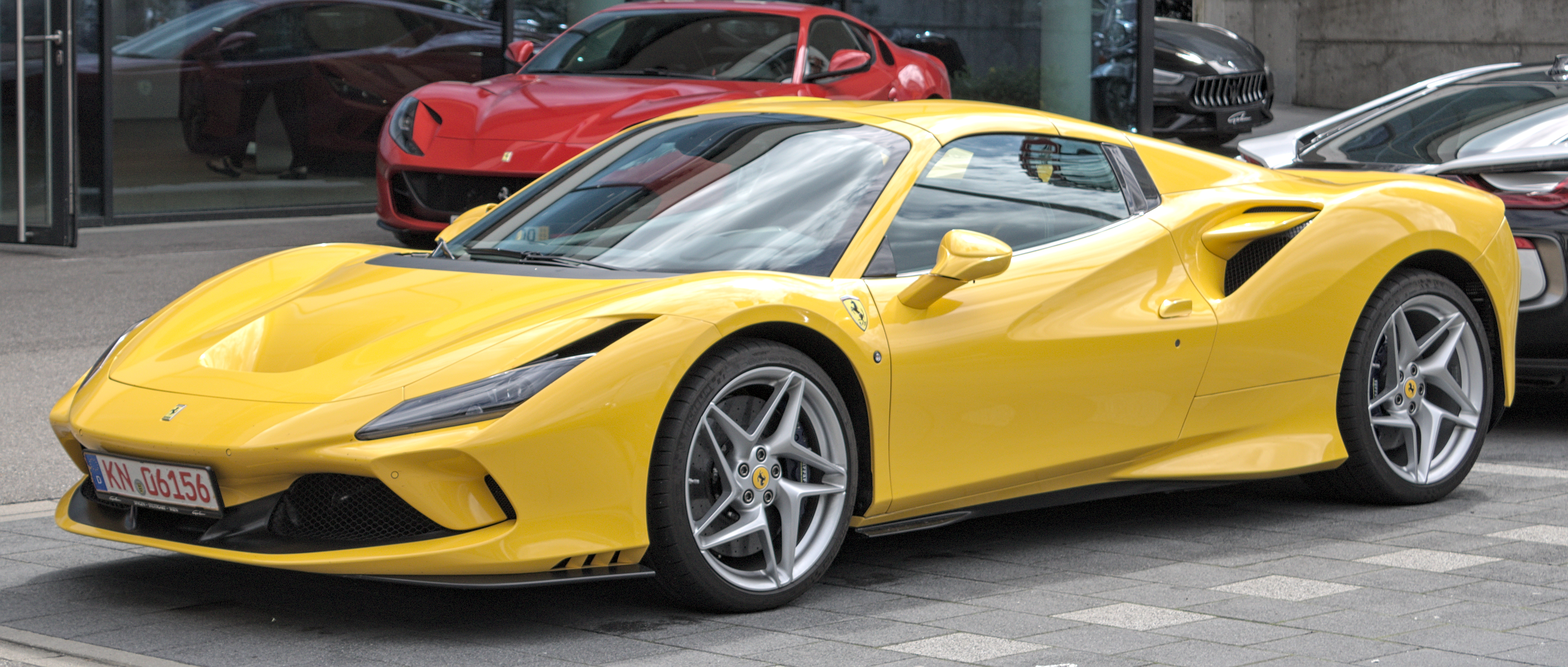
Ferrari F8 Spider
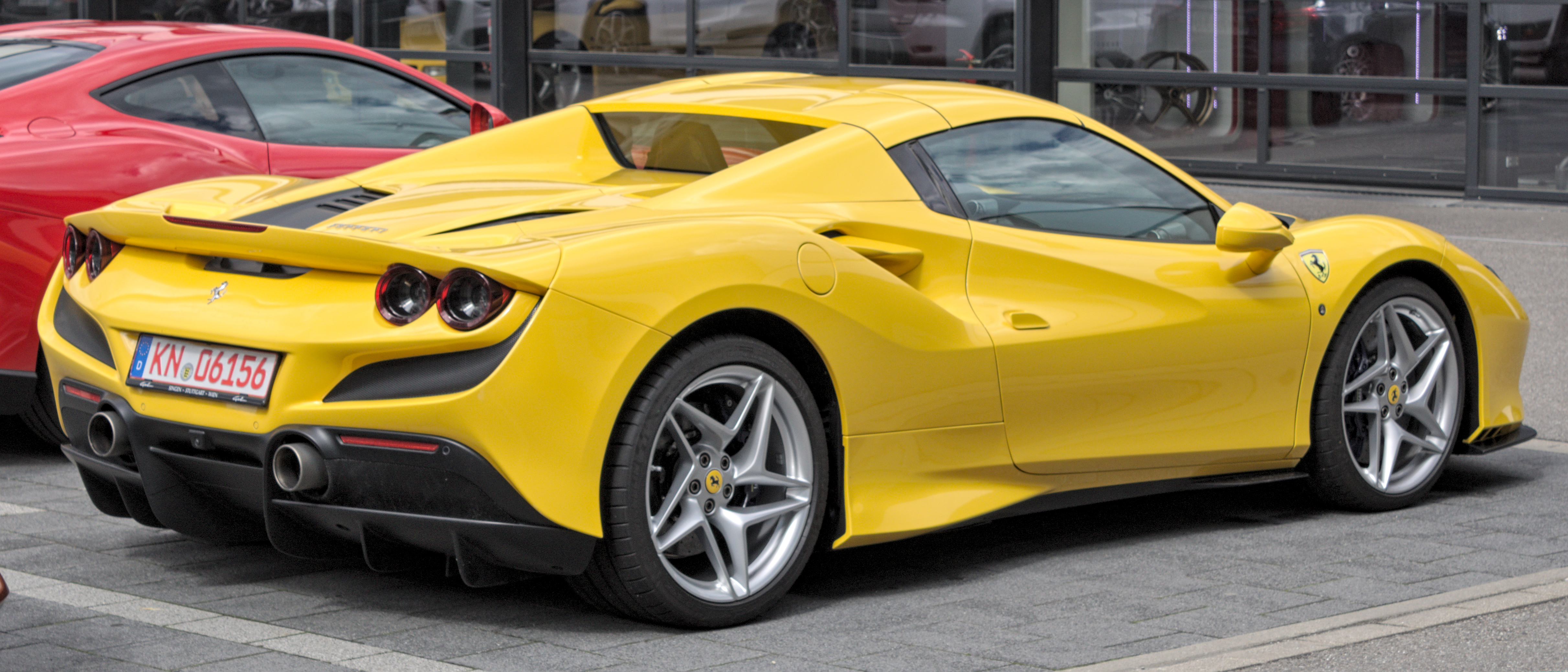

## Двигун
- 3.9 л Ferrari F154CD twin-turbo V8 720 к.с. 770 Нм

## Технічні характеристики
|                                | F8 Tributo       |
| ------------------------------ | ---------------- |
| Циліндри/Клапани               | 8/32             |
| Об'єм (см³)                    | 3902             |
| Потужність (к.с./кВт при хв−1) | 720/530 при 8000 |
| Крутний момент (Нм/хв−1)       | 770/3250         |
| Ступінь стиску                 |                  |
| Привід                         | Задній           |
| 0-100 км/год                   | 2,9              |
| Максимальна швидкість (км/год) | 340              |
| Витрати пального (л/100 км)    |                  |
| CO2-Викиди (г/км)              |                  |
| Вага (кг)                      | 1435             |
| Бак (Літри)                    |                  |
| Роки випуску                   | з 2019           |

## Продажі
| рік  | Європа |
| ---- | ------ |
| 2020 | 747    |
| 2021 | 2.265  |

1. ↑  Європа: 2020 ЄС 27 + Велика Британія + Швейцарія + Норвегія + Ісландія